# أبسوم
الأبسوم (بالإنجليزية: Didelphimorphia) هي رتبة من الثدييات تضم (الأُبْصوم) جمع أباصيم أو الفأر الجرابي أو الفأر الكيسي (بالإنجليزية: Opossum) هو حيوان من الشقبانيات، التي تتميز بوجود كيس أو جيب ملتصق بالطبق الخارجية للبطن، يحمل الحيوان صغاره بداخله. وهو أكثر حيوانات تلك العائلة تميزاً لأنه الجرابي الوحيد الذي يعيش في المدن والغابات والحقول و يغمى عليه عندما يُحْدِق به الخطر.

## صفاته

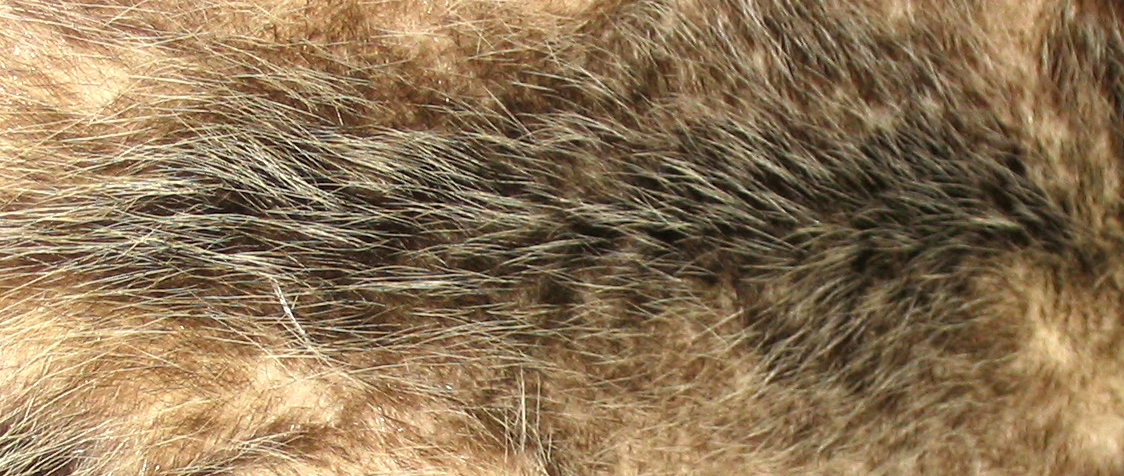
فراء الأبصوم

يبلغ طول الأبصوم حوالي 104 سنتيمترات، متضمنا ذيله الملتف عديم الشعر الذي يبلغ طوله حوالي 54 سنتميتر.و يعد الأبصوم الفرجيني (نسبة إلى ولاية فرجينيا الأمريكية) أكبر الأنواع حيث يصل طوله حتى 110 سنتيمترات.
يمتلك الأبصوم أقداماً أمامية صغيرة، في كل منها خمسة أصابع تعلوها مخالب حادة، بينما الاقدام الخلفية أكثر طولاً وذات أربعة أصابع بمخالب، وإصبع واحد دون مخالب أو أظافر على الإطلاق.
يغطي جسمه شعر رمادي فاتح طويل، يليه طبقة من الفراء الناعم، بينما يغطي وجهه النحيل شعر أبيض، يعلو رأسه أذنان كبيرتان عرضيتان.
يقضي معظم سنوات عمره التي يمكن أن تمتد إلى 10 سنوات متنقلاً بين الأشجار والشوارع والطرقات.

## النوع المائي

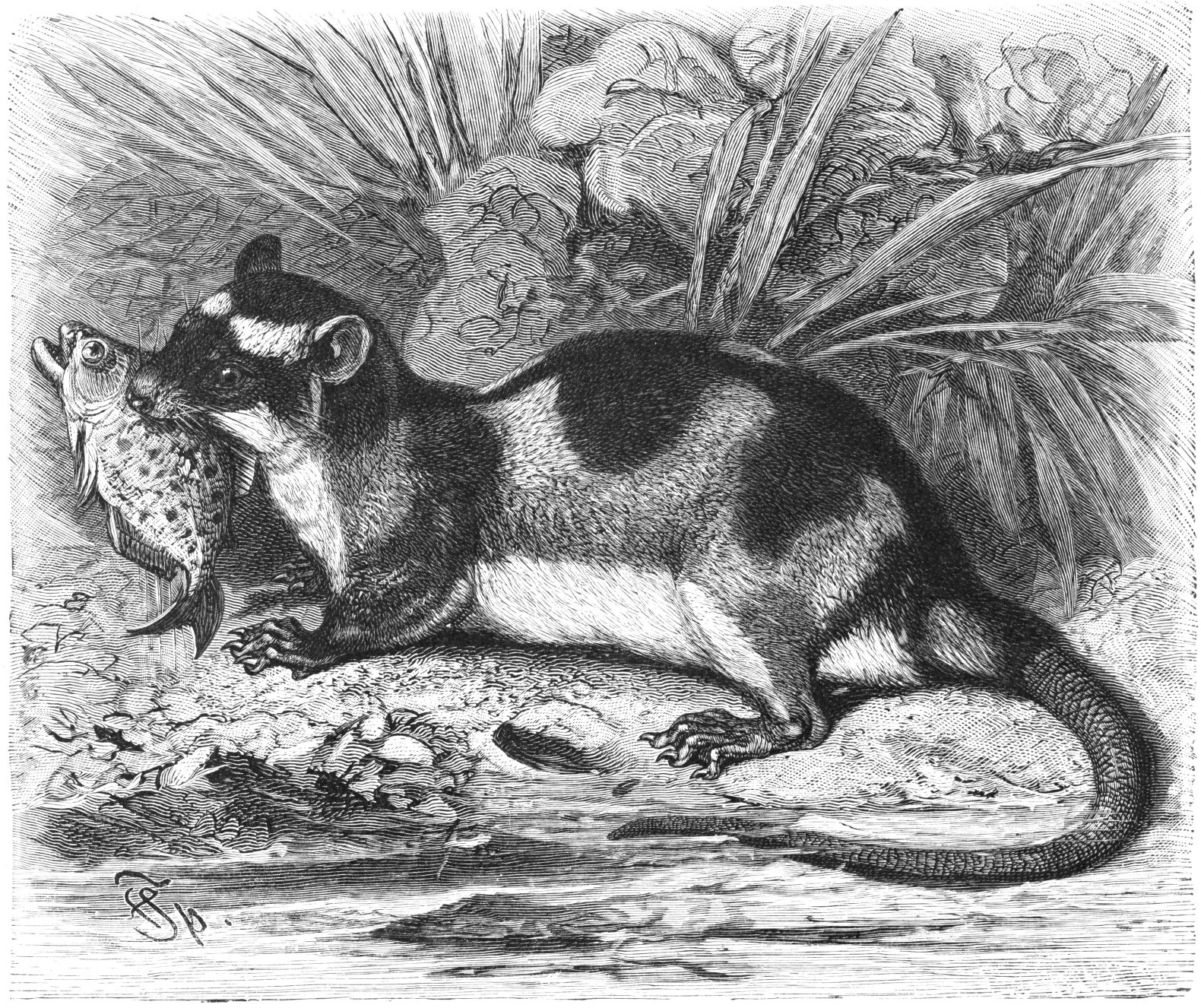
الأبصوم المائي

يطلق على النوع المائي اليابوك، ويعيش في البحيرات والجداول المائية، ويمتلك أقداماً خلفية كأقدام الأوز. ومن عادته المميزة والشهيرة تظاهره بالموت عند إحساسه بالخطر، بحيث يلقي نفسه على الأرض وينفخ بطنه ويتوقف تماماً عن التنفس.

## التكاثر
تضع أنثاه بين 4-24 صغيراً في المرة الواحدة، لا يعيش منها عادة إلا سبعة، لا يتعدى طول الواحد منها عند الولادة السنتيمترين، ولا يزن أكثر من 15 جراماً، لذلك تضعهم الأنثى في الكيس البطني لمدة شهرين كاملين حتى تصبح لهم القدرة على الحركة والتنقل خارج الجيب، فتبدأ الام بحملهم على ظهرها.